# Michael Zittel

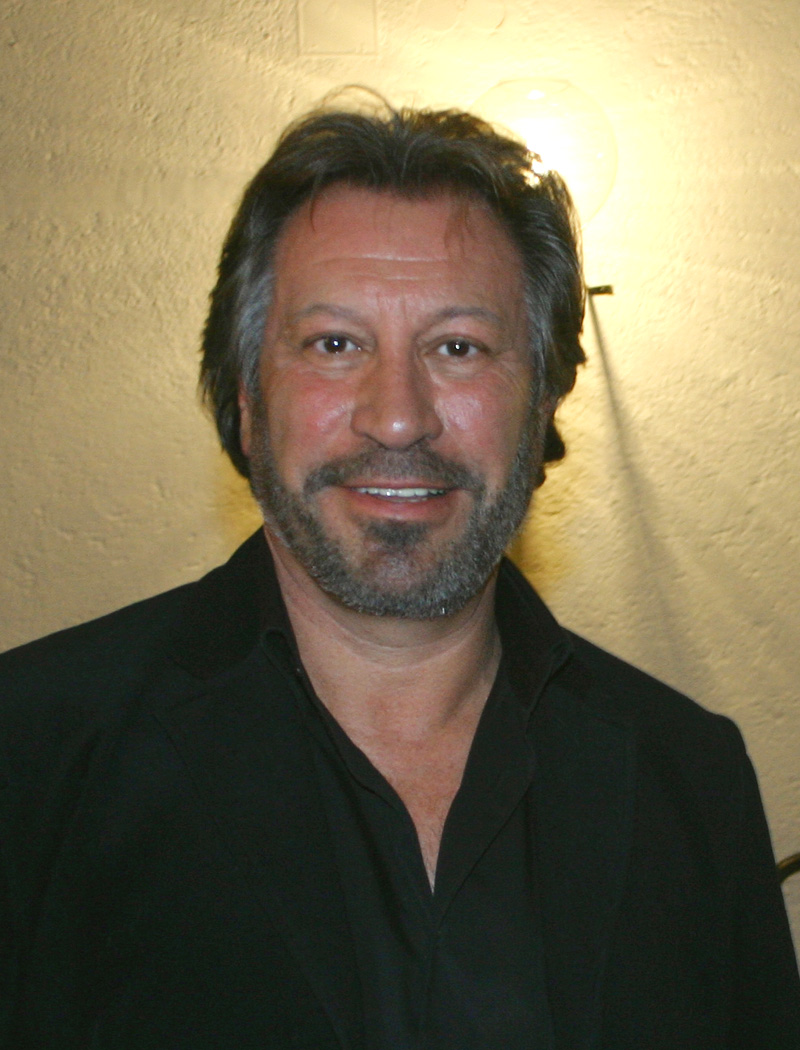
Michael Zittel

Michael Zittel (Mosbach, 9 februari 1951) is een Duits acteur. Michael is getrouwd, en woont samen met zijn vrouw en drie kinderen in München. Zijn acteursopleiding volgde hij bij Irene Haller in Heidelberg.
Sinds oktober 2006 is Michael te zien als Johann Gruber in de ARD-telenovelle Sturm der Liebe. Hij zou graag tot episode 870 (de laatste episode) in de serie willen blijven.

## Filmografie (selectie)
- 1993-1997: Derrick - Adi Mahler (1993) ... Gus Doppler (1995) ... Carossa (1997)
- 1994: Die Wache (50 afleveringen)
- 1994-2006: Der Alte - Werner Ballut (1994) ... Peter Helbig (1995) ... Oskar Felin (1997) ... Leopold Wiesner (2000) ... Kurt Baldin (2001) ... Wolfgang Färber (2001) ... Manfred Gelsdorf (2003) ... Ludwig Koch (2003) ... Christian Bertel (2004) ... Thomas Werner (2006)
- 1995: Die einzige Zeugin
- 1997: Forsthaus Falkenau - Lebensräume
- 1997: Dr. Stefan Frank - Der Artz, dem Frauen vertrauen - Licht am Horizont
- 1997, 2007: Tatort - Peter Kolb ... Burkhard Faber
- 1998-2005: Siska - Der neue Mann
- 1998-2000: Der Clown - Henros
- 1999: Tatort: Norbert
- 2000: Alarm für Cobra 11 - Die Autobahnpolizei - Der Maulwurf - Gunnar Schroth
- 2001: Im Namen des Gesetzes
- 2002: Die Rosenheim-Cops – Mord in Kolbermoor
- 2003: Forsthaus Falkenau – Abschied von Senta
- 2005: Der Clown
- 2006: Die Rosenheim-Cops – In der Höhle des Mörders
- 2006-2009: Sturm der Liebe - Johann Gruber

- 2007: Tatort – Der Finger
- 2008: SOKO Kitzbühel
- 2008: Das Musikhotel am Wolfgangsee
- 2010: Die Rosenheim-Cops – Mord auf Rezept
- 2010: In aller Freundschaft
- 2014: Kreuzfahrt ins Glück – Hochzeitsreise nach Barcelona
- 2019: Hubert ohne Staller – Wolfratshauser Königsblau
- 2019: Polizeiruf 110: Die Lüge, die wir Zukunft nennen (televisieserie)
- 2020: Aktenzeichen XY
- 2023: Aktenzeichen XY

## Theater
- Das geld liegt auf der Bank
- Laura
- Lissabonner Traviata
- Gerüchte?Gerüchte
- Lorbeeren für Herrn Schütz
- Schöne Familie
- Die Räuber
- Bericht für eine Akademie